# Bo Hellström
Bo Manne Olofsson Hellström, född 3 november 1890 i Norrköping, död 6 december 1967, var en svensk väg- och vattenbyggnadsingenjör. Han var brorson till Anders Hellström.
Hellström utexaminerades från Kungliga Tekniska högskolan (KTH) 1914, var tf. professor vid Chalmers tekniska institut i Göteborg 1918–20, blev teknologie doktor 1940 och docent i vattenbyggnad vid KTH samma år, var professor där 1942–57 och därefter konsulterande ingenjör vid AB Vattenbyggnadsbyràn. 
Hellström genomförde undersökningar av vattenkraftanläggningar i Malacka, Siam, Indien, Australien, Egypten och Pakistan. Han tilldelades Polhemspriset 1921 tillsammans med Ragnar Berwald för bidrag till beräkningar av vissa betongkonstruktioner och invaldes som ledamot av Ingenjörsvetenskapsakademien (IVA) år 1941.